# Olimpijka

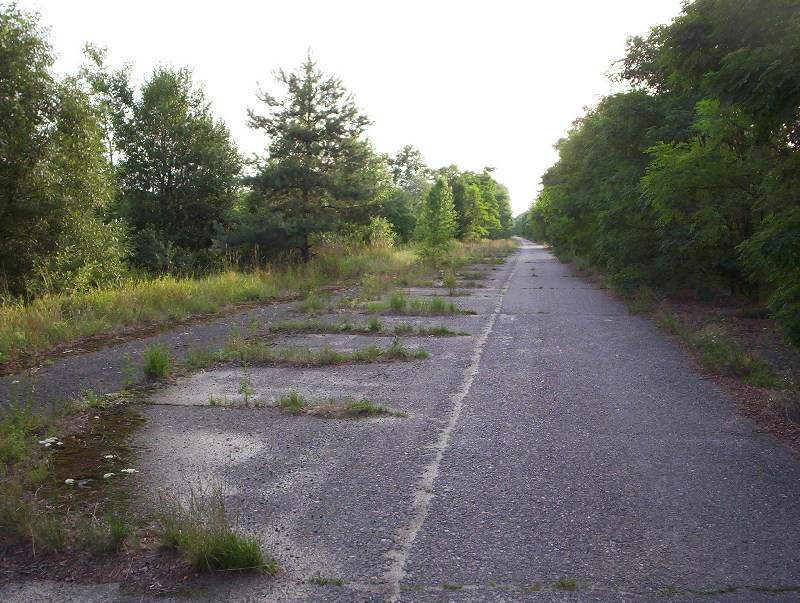
700 meter ongebruikt asfalt in het bos bij Bolimów (2005)

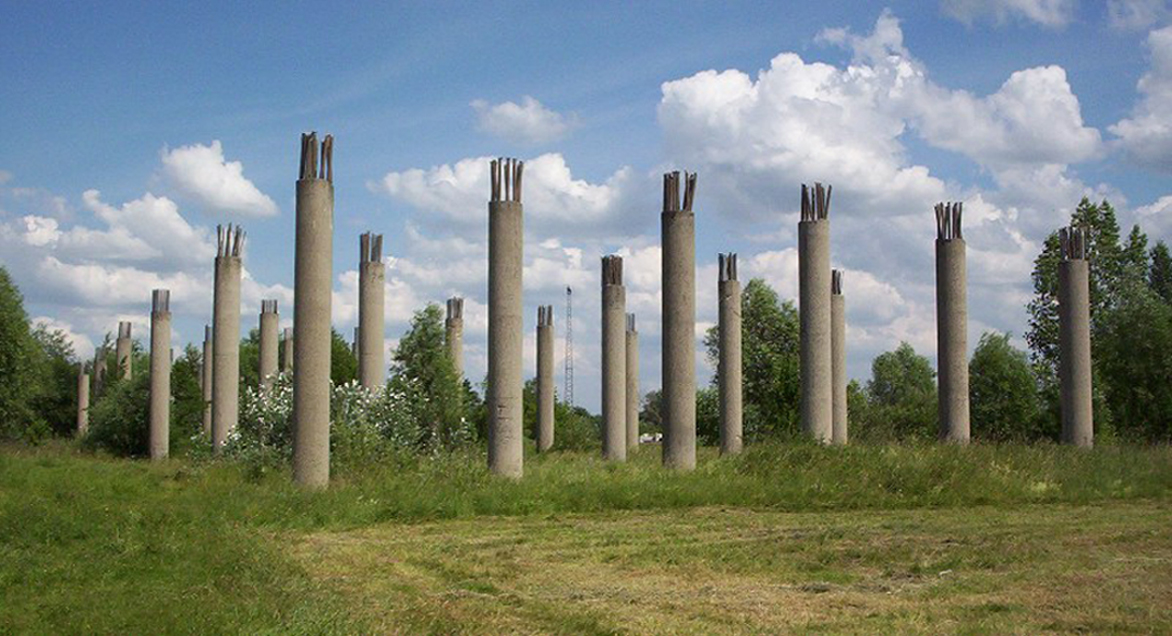
Pilaren voor een nooit afgebouwde brug midden in het landschap bij Baranów (2005)

Olimpijka (ook Olimpika) is de naam van een in de jaren zeventig van de 20e eeuw geplande autosnelweg van Berlijn naar Moskou.
Eén van de redenen voor de aanleg van de snelweg was de verwachte aanloop naar de Olympische Zomerspelen van 1980 in Moskou. Het gedeelte tussen Września en Warschau had voor de Spelen gereed moeten zijn. De werkzaamheden startten op de trajecten Września−Konin en Nieborow−Warschau, maar werden vroegtijdig stopgezet. Het project werd vervolgens niet verder gerealiseerd. De huidige Poolse snelweg A2 volgt nagenoeg hetzelfde tracé als de Olimpijka.

## Traject Wrzesnia–Konin
De bouw van dit traject ging zeer langzaam en het eerste deel ervan (Września–Sługocin) was pas in 1985 gereed. Tot 1989 werd het stuk over 14 verlengd tot aan Konin.
Dit gedeelte maakt nu onderdeel uit van de A2.

## Traject Nieborow−Warschau
Dit gedeelte van de Olimpijka werd nooit voltooid en slechts in verspreide fragmenten aangelegd. Voorbeelde hiervan zijn een aantal viaducten en tunnels.
Eén van de meest interessante kunstwerken waren de rijen pilaren die gebouwd werden om de geplande noordelijke tak van de spoorlijn naar Gdansk zouden moeten gaan dragen. Deze treinverbinding werd overigens ook nooit gerealiseerd.
Alle bouwwerken zijn bij de aanleg van de A2 van Lódz naar Warschau in juli 2010 afgebroken.

## Trivia
Het traject Bolimów–Wiskitki was op een aantal wegenkaarten als toekomstige autoweg zichtbaar en op enkele kaarten zelfs als bestaande snelweg.